# Sztuka wojenna
Sztuka wojenna – ogół uporządkowanej i uzasadnionej wiedzy o wojnie, o istocie i charakterze wojen jako zjawisku społecznym oraz o zasadach i sposobach przygotowania państwa i sił zbrojnych do wojny.
To również: uzasadniona historycznie i naukowo wiedza o sposobach prowadzenia działań wojennych (walk, bitew, operacji) i praktyczne postępowanie dowództw i wojsk w zakresie przygotowania i prowadzenia działań.
To także: teoria i praktyka przygotowania państwa (koalicji) i sił zbrojnych do wojny oraz wykorzystania w czasie działań wojennych materialnych, moralnych i militarnych możliwości do realizacji celów i zadań  nakreślonych przez politykę państwa oraz kierowanie prowadzonymi działaniami.

## Istota i struktura sztuki wojennej
Sztuka wojenna to teoria i praktyka zbrojnych działań wojennych. To zasady i prawa wojny, a także umiejętność praktycznego ich zastosowania w konkretnej sytuacji. Teoria to dyscyplina naukowa, której przedmiotem badań są zagadnienia przygotowania i prowadzenia działań, a praktyka to postępowanie dowództw i wojsk w tym zakresie. Zdaniem Kazimierza Nożki i Teofila Wójcika najstarszą dziedziną sztuki wojennej jest taktyka. Inni zalążka całej sztuki wojennej upatrują się w strategii.  Za najmłodszą uważa się sztukę operacyjną.
Znaczenie strategii dla funkcjonowania państwa  Sokrates określa iż jest ona dobrodziejstwem bogów, stanowi bowiem dla kraju środek zapewniający mu wolność i szczęście. Według  Carla Clausewitza strategia jest sztuką użycia bitwy do celów wojny. Spośród trzech praktycznych problemów każdej wojny – kiedy, gdzie i jak użyć sił zbrojnych –, na pierwsze dwa z nich odpowiadała strategia, na trzecie taktyka. Stanisław  Rola-Arciszewski określa strategię jako grę czasu i przestrzeni, a Henry Jomini, mówiąc, iż jest to sztuka doprowadzenia głównych sił armii do najważniejszego punktu teatru wojny lub strefy operacyjnej. Tego typu rozumowaniu przeciwstawia się Basil Liddell Hart –twórca teorii działań pośrednich.  Zarzuca on wywodom clausewitzoskim zawężenie strategii i sugerowanie iż bitwa jest jedynym środkiem do osiągnięcia celu strategicznego. Skłania się on do definicji Helmuta Moltkego, według którego strategia to praktyczne zastosowanie środków oddanych do dyspozycji wodza dla osiągnięcia zamierzonego celu. Sam z kolei definiuje strategię jako sztukę rozdziału i użycia środków wojennych dla urzeczywistniania celów polityki. Niemal identyczne stanowisko prezentuje  André Beaufre, który strategią nazywa sztukę użycia siły dla osiągnięcia celów wyznaczonych przez politykę.
Wraz z utrwalaniem się przekonania, że wojna nie jest wyłącznie fenomenem militarnym, pojawiają się koncepcje wyodrębniania różnych rodzajów strategii. Teoretycy wojskowości zaczęli oddzielać strategię polityczną od wojennej (Dietrich Heinrich von Bülow),czy politykę wojny od strategii (Jomini). Wprowadzano nowe pojęcia wielka strategia (Liddell Hart), strategia totalna (Beaufre). Współcześnie  wyróżnia się  między innymi strategię narodową, bezpieczeństwa narodowego, wojenną, obronności, obronną i militarną.
Najszerszym pojęciem jest strategia bezpieczeństwa narodowego. Zajmuje się ona przeciwdziałaniem wszelkim zagrożeniom bytu narodowego. Szczebel pośredni zajmuje strategia wojenna, obejmująca przygotowanie i prowadzenie wojny. Określa się ją niekiedy mianem strategii obronności lub strategii obronnej. Treścią strategii militarnej (wojskowej) jest natomiast wyłącznie kierowanie zbrojnymi działaniami wojennymi. Przy takim podziale strategii, wykorzystanie czynnika militarnego w wojnie znajduje się w obszarze zainteresowania zarówno strategii wojennej, jak i wojskowej.
Kolejnym  działem sztuki wojennej jest taktyka. Termin z greckiego oznacza: układać, porządkować, ustawiać w szyku bitewnym. Taktyka w sensie ogólnym to metoda postępowania, umiejętność używania rozporządzalnych sił dla osiągnięcia zamierzonych celów, a w znaczeniu wojskowym to teoria i praktyka działań taktycznych lub bojowych.
Według Jominiego strategia ma doprowadzić wojska do decydującego punktu teatru wojny, a taktyka jest sztuką użycia tych mas w tym punkcie, do którego przybędą. Ferdynand Foch określa taktykę jako dowodzenie wojskami w czasie walki.
W najstarszym znaczeniu taktyka wojskowa obejmowała w zasadzie tylko umiejętność uszykowania wojsk na polu bitwy. Gdy bitwy zaczęto prowadzić coraz to większymi siłami i na większej przestrzeni, zakres taktyki poszerzał się do zagadnień związanych z kierowaniem, koordynowaniem wysiłków wojsk zarówno przed jak i w czasie bitwy. Początkowo  była to taktyka wojsk lądowych. Wraz z pojawieniem się sił morskich zrodziła się również ich taktyka, a w XX wieku taktyka sił powietrznych, obrony powietrznej, czy sił powietrzno-kosmicznych.

Jednocześnie z taktyką rodzajów sił zbrojnych rodziła się taktyka rodzajów wojsk.
To rozdrobnienie taktyki  przy coraz większej złożoności zjawiska walki, powoduje konieczność tworzenia zasad działania dla działań połączonych. J. Guibert wprowadza pojęcie wielkiej taktyki, która w odróżnieniu od taktyki poszczególnych rodzajów wojsk, zajmować się powinna działaniami dywizji, które to właśnie w owym czasie były formacjami broni połączonych. Podział na wielką taktykę i taktykę elementarną  stosował  też Jomini.
Współcześnie, na poziomie elementarnym, istnieje taktyka rodzajów wojsk (taktyka pojedynczego żołnierza i formacji jednorodnych), a wyżej – taktyka ogólna, dotycząca działania oddziałów i związków taktycznych, czyli formacji broni połączonych.
Najnowszym działem sztuki wojennej jest sztuka operacyjna. Na przestrzeni  dziejów zwiększał się rozmach prowadzonych wojen. Zaczęły one częściej obejmować więcej niż jedną bitwę. W toku wojny prowadzono kolejno po sobie następujące starcia zbrojne, a później także toczono je równocześnie w różnych miejscach. Tak powstały zjawiska kampanii, a potem operacji, czyli działań różnych sił w różnym miejscu i czasie, połączonych wspólnym zamiarem i ukierunkowanych na osiągnięcie jednego celu militarnego. Jednocześnie sama bitwa zaczynała się rozpadać na szereg równocześnie lub kolejno występujących walk i bojów.
Początków działań operacyjnych należy szukać w wojnach Aleksandra Macedońskiego czy też w rajdach mongolskich. Po pojawieniu się armii masowych, w napoleońskiej sztuce wojennej zauważa się sposób działania wojsk plasujący się na  styku między ówczesną taktyką a strategią – tzw. wielką taktyka wyrażającą idee Guiberta. Z operacjami w nowoczesnym ich rozumieniu mamy do czynienia w kampaniach Moltkego i na polach bitew I wojny światowej. Z dużym rozmachem prowadzone były też operacje w okresie wojny polsko-bolszewickiej.

## Charakterystyka sztuki wojennej
W starożytności zaliczana do filozofii. Czy sztuka wojenna jest nauką czy sztuką – odpowiedź na to pytanie nie jest ustalona. Nauka i technologia były i pozostaną głównymi czynnikami stale zmieniającymi charakter wojny pozwalający na uzyskanie przewagi i na zwycięstwo, jednak próby prowadzenia wojny wyłącznie w sposób naukowy w dużej mierze zawiodły. Wojna jest zjawiskiem zbyt złożonym, chaotycznym i nieprzewidywalnym. Ferdinand Foch pisał, że sztuka wojenna jest daleka od tego, aby można ją było uznać za naukę ścisłą, albowiem wojna sama w sobie, to dramat przerażający i pełen namiętności. Franciszek Skibiński zaś stwierdził, że w każdej epoce historycznej w której postać wojny, w związku z rozwojem narzędzi walki, ulegała znacznym przemianom, odzywali się sceptycy zakładający, że w obliczu nowych broni i nowych zjawisk pola walki, sztuka wojenna przestanie mieć jakiekolwiek znaczenie, a zwycięstwo stanie się wyłącznie kwestią zmiażdżenia przeciwnika przez prymitywną i brutalną przemoc materialną.
Sztuka wojenna w praktycznym wymiarze oznacza odpowiednie postępowanie dowództw i wojsk podczas przygotowania i prowadzenia działań, czyli praktyczną umiejętność wykorzystania posiadanej wiedzy w konkretnej sytuacji. Głęboka i rozległa wiedza jest szczególnie trwałym spoiwem, zespalającym talent, doświadczenie i praktykę dowódczego i sztabowego działania.

## Kategorie sztuki wojennej
Do podstawowych kategorii sztuki wojennej należy zaliczyć „wojnę”, „działania zbrojne” i „walka zbrojną”.
Wojna według Carla Clausewitza jest czynem politycznym, dalszym ciągiem stosunków politycznych, wyrażających się w akcie przemocy, mającym na celu zmuszenie przeciwnika do spełnienia naszej woli. Bezpośrednim jej celem jest rozbrojenie przeciwnika, czyli doprowadzenie jego sił zbrojnych do stanu, w którym nie będą zdolne do dalszej walki. Franciszek Skibiński w  „Rozważania o sztuce wojennej” uzupełnia definicję o stwierdzenie, iż wojna nosi charakter krwawej walki zbrojnej staczanej przez zorganizowane siły. Te klasyczne definicje sprowadzają się do tego, iż wojna ogranicza się tylko do  tych konfliktów politycznych, w których użyte są obustronnie siły zbrojne.
Rewolucja przemysłowa spowodowała silne wzajemne uzależnienie się od siebie państw, a powiązania te mają charakter systemowy i są tak istotne dla istnienia każdego organizmu politycznego, że obecnie można skutecznie narzucać przeciwnikowi wolę polityczną bez konieczności angażowania czynnika militarnego. W użyciu pojawił się termin przemoc niezbrojna, czyli bardziej wyrafinowany rodzaj przemocy dokonywany „w białych rękawiczkach”. Na pograniczu wojny i pokoju ukształtowało się nowe zjawisko. Najczęściej mówi się w tym przypadku o „zimnej wojnie”, „wojnie pośredniej”, „wojnie nieorężnej” lub wojnie niekonwencjonalne.
Współcześnie w naukach wojennych występują  problemy natury pojęciowej, które można rozwiązać poprzez poszerzenie pojęcie wojny o zaakceptowanie pozazbrojnych form przemocy politycznej, albo zachować jej dotychczasowe pojmowanie, a stosowanie niezbrojnej przemocy uważać za jakościowo inne zjawisko i nazwać je inaczej. Wprowadza się wprowadzenie pojęcia konflikt niezbrojny.
W przypadku zastosowania klasycznej definicji wojny należy zdefiniować pojęcia konflikt wojenny i konflikt zbrojny. Konflikt zbrojny w szerokim ujęciu odnosi się do wszelkich wojen i w tym kontekście każda wojna jest konfliktem wojennym (wojna pełnoskalowa). Natomiast w wąskim zakresie oznacza przede wszystkim starcie zbrojne na granicy państwowej związane z naruszeniem suwerenności państwa (wojna ograniczona). Jeżeli natomiast konflikt między dwoma i więcej stronami rozgrywa się bez użycia sił zbrojnych, to mamy do czynienia z konfliktem niezbrojnym.
Można zatem wyróżnić trzy poziomy relacji politycznych. Są to  pokój, konflikt niezbrojny i wojna. Andre Beaufre wyróżnia cztery poziomy: pokój, „zimna” wojna, wojna klasyczna i wojna jądrowa. Według Juliana Kaczmarka ostatni stan to kataklizm jądrowy – nieograniczona wojna jądrowa będąca w rzeczywistości samozagładą ludzkości.
Zatem działania wojenne to nie tylko działania sił zbrojnych, lecz wszelkie działania, jakie podejmuje się w toku wojny, by osiągnąć jej cele. To użycie sił i środków walki zbrojnej oraz zastosowanie politycznych, ekonomicznych, ideologicznych i psychologicznych form walki przez obydwie przeciwne strony w toku wojny. Zbrojne działania wojenne to taki rodzaj działań wojennych, których podmiotem są siły zbrojne. Niezbrojne działania wojenne to wszystkie przedsięwzięcia podejmowane i realizowane w toku wojny przez podmioty polityczne za pomocą wszelkich innych środków niż militarne. Ekonomiczne, dyplomatyczne, ideologiczne, ekologiczne, naukowo-techniczne i inne tego typu działania wojenne mogą być nie tylko przedsięwzięciami wspierającymi działania zbrojne, lecz w określonych sytuacjach mogą okazać się czynnikiem przesądzającym o wyniku wojny.
Zbrojne działania wojenne ze względu na skalę to działania taktyczne, operacyjne i strategiczne.
Niccolò Machiavelli wskazywał na trzy główne czynności żołnierza i oddziałów w czasie wojny. Są to przemarsze, bicie wroga i urządzanie obozów. Podobną klasyfikację uznawał w XVII wieku, austriacki generał Raimond Montecuccoli. Wyróżniał on  operacje, marsze oraz leża ( rozmieszczenie wojsk do odpoczynku). Można zatem na  poziomie uogólnienia zbrojne działania wojenne podzielić na trzy podstawowe rodzaje: walka, pogotowie zbrojne i przemieszczanie się wojsk.
Walka zbrojna to bezpośrednie starcie zgrupowań wojsk realizowane za pomocą środków rażenia, to przede wszystkim fizyczne niszczenie i psychologiczne obezwładnianie przeciwnika.
Pogotowie zbrojne obejmuje swym zakresem takie zachowania się wojsk, które zapewniają ciągłą gotowość do walki i przez to oddziaływają pośrednio na potencjalnego przeciwnika, odstraszając go od podjęcia określonych działań.
W taktyce najogólniejszą kategorią są działania taktyczne (bojowe), rozumiane jako wszelkie działania pododdziałów, oddziałów i związków taktycznych na polu walki. Walka  „taktyczna”, to starcie zbrojne z przeciwnikiem w skali taktycznej. Pojęcie to należy odróżnić od walki zbrojnej lub też najogólniejszego rozumienia walki jako kategorii prakseologicznej. Walka obejmuje sekwencję bojów sił głównych oraz działań bojowych niższego szczebla, wzajemnie sprzężonych co do celu, miejsca i czasu. Podstawową częścią składową walki jest bój, czyli intensywne, skupione w czasie i przestrzeni starcie w skali taktycznej głównych sił przeciwstawnych stron.
Pogotowie taktyczne to stacjonowanie wojsk w garnizonach, w rejonach ześrodkowania, albo też w zawczasu przygotowanych rejonach obronnych, z zachowaniem odpowiedniego stopnia zdolności i gotowości bojowej.
Marsz i przewozy to przemieszczanie się wojsk poza strefą bezpośredniego starcia z przeciwnikiem na własnych lub udostępnionych środkach transportowych.
W sztuce operacyjnej występują podobne kategorie pojęciowe: działaniom bojowym odpowiadają działania operacyjne, walce – operacja, bojowi – bitwa, pogotowiu taktycznemu – pogotowie operacyjne, marszom i przewozom – przegrupowanie.
Najogólniejszą kategorią są działania operacyjne. Obejmują one operacje, bitwy, pozostawanie w pogotowiu operacyjnym oraz przegrupowania operacyjne. Operację  stanowi zespół bitew oraz działań operacyjnych i taktycznych,  wzajemnie sprzężonych co do celu, miejsca i czasu. Wyróżnia się operacje armijne, korpuśne lub grupy operacyjnej. Niekiedy, na samodzielnym kierunku operację może przeprowadzić również związek taktyczny.
Bitwa jest podstawową częścią operacji i stanowi skupione w czasie i przestrzeni starcie sił głównych przeciwstawnych związków operacyjnych lub taktyczno-operacyjnych.
Pogotowie operacyjne to działania mające na celu podwyższanie, utrzymywanie i odtwarzanie zdolności oraz gotowości bojowej,  pobyt w obszarach ześrodkowania w czasie działań wojennych, osłona operacyjna na kierunkach biernych.
Przegrupowanie operacyjne to zmiana dotychczasowego ugrupowania lub obszaru rozmieszczenia związku operacyjnego. Można wyróżnić przegrupowania w granicach zajmowanego obszaru  i przegrupowania do innego obszaru, na inny kierunek. Szczególnym rodzajem przegrupowania jest rozwinięcie operacyjne.
W strategii najogólniejszą kategorią są działania strategiczne. To wszelkie działania całości sił zbrojnych, zgrupowań strategicznych, a niekiedy i operacyjnych w toku wojny.
Kategorie strategiczne mają werbalne określenia podobne do kategorii operacyjnych. Ten dualizm pojęciowy ma uzasadnienie historyczne. Sztuka operacyjna w określonych okresach swego rozwoju zapożyczyła pewne pojęcia. Są to: bitwa strategiczna, przegrupowanie strategiczne i rozwinięcie strategiczne. Jest to podyktowane także polskimi uwarunkowaniami, w których granica pomiędzy strategią a sztuką operacyjną jest stosunkowo nieostra. Jednak termin operacja przypisywany jest w zasadzie tylko sztuki operacyjnej. Jeśli używano by terminu operacja strategiczna, musiałaby istnieć i „operacja operacyjna”.
By wykluczyć ten dziwoląg językowy, do określenia zmagań zbrojnych w skali strategicznej  stosuje się termin „kampania”. Franciszek Skibiński proponuje następującą jej definicję: Kampanią nazywamy zmierzający do osiągnięcia określonego celu strategicznego cykl działań wojennych, przeprowadzanych bądź w ograniczonym okresie czasu, bądź na określonym, samodzielnym teatrze działań wojennych. W ujęciu historycznym kampania określała zazwyczaj pewną część czy też etap wojny o dającym się wyraźnie wyodrębnić celu strategicznym. Aleksander Swieczyn określał kampanię jako kilka operacji połączonych w czasie i przestrzeni. W okresie powojennym określano ją zazwyczaj jako całokształt operacji strategicznych.
W doktrynie amerykańskiej kampania zaliczana jest do kategorii sztuki operacyjnej  jako zespół bitew i walk połączonych wspólnym zamiarem dla osiągnięcia narodowego celu strategicznego na teatrze wojny. W tej konwencji wojna w Zatoce Perskiej była kampanią broni połączonych, prowadzoną przez jednego dowódcę operacyjnego na tamtejszym teatrze wojny.
Bitwa strategiczna to skoncentrowane w czasie i przestrzeni starciem sił głównych zgrupowań strategicznych przeciwstawnych stron.
Pogotowie strategiczne to  przedsięwzięcia całości lub części sił zbrojnych. Realizacja w okresie poprzedzającym wybuch wojny i w jej początkowym okresie osiągania wyższych stanów gotowości bojowej i rozwijania mobilizacyjnego to przechodzenie sił zbrojnych ze stanu pokojowego w stan wojenny, to rozwinięcie strategiczne sił zbrojnych.
Walka zbrojna – jest najważniejszym rodzajem zbrojnych działań wojennych. Występuje na poszczególnych szczeblach sztuki wojennej w kampaniach i bitwach strategicznych, operacjach i bitwach operacyjnych oraz walkach i bojach. Występować może w formie regularnej i nieregularnej. Walka regularna to starcia zwartych formacji w polu, z podziałem  pola walki na strefę starcia i zaplecze. Działania nieregularne to opór zbrojny na obszarach okupowanych przez przeciwnika, a ich główną treścią są działania partyzanckie.
Głównym punktem odniesienia przy określaniu rodzaju walki zbrojnej jest jej cel.
Wyróżnić można trzy wymiary walki. W odniesieniu do  wojsk własnych to ‘’nie dać się pobić. Drugi odnosi się do przeciwnika – pobić go lub zniwelować jego przewagę), a trzeci do przestrzeni. Zwyciężyć i przeżyć – tak główną ideę zmagań zbrojnych określił Sokrates.
Jeżeli cel walki zakłada pobicie przeciwnika na jego terytorium i jego zajęcie – to mamy do czynienia z natarciem. Jeżeli zaś cel zakłada pobicie przeciwnika w wyniku działań prowadzonych na terytorium zajętym przez jego wojska, ale bez opanowania terytorium  to wówczas działania nazwać możemy rajdem. Jeśli cel zakłada pobicie przeciwnika na obszarze zajmowanym przez własne wojska – jest to obrona.  Jeżeli celem jest nie dać się pobić bez zakładania pobicia przeciwnika i bez utrzymywania własnego terytorium – mamy do czynienia z odwrotem (wycofaniem).

## Poziomy działań
Wyróżnia się trzy poziomy działań:
- strategiczny[34]:

działania zmierzające do osiągania celów politycznych, zgodnie z możliwościami państwa, z użyciem wszystkich rodzajów sił zbrojnych;
- operacyjny:

skoordynowane działania różnych rodzajów sił zbrojnych i rodzajów wojsk zmierzające do osiągnięcia celu operacyjnego;
- taktyczny

wszelkie działania związków taktycznych, oddziałów i pododdziałów w celu efektywnego wykorzystania ich możliwości bojowych.
Podział na poziomy działań jest mało ostry, zmienia się zarówno w czasie, jak i w zależności od okoliczności. Generalnie działania taktyczne są działaniami realizujące doraźne cele, działania operacyjne realizują cele pośrednie a działania strategiczne realizują główne cele wojny.
Zajęcie Danii w 1940 było dla Niemiec małą operacją w ramach kampanii norweskiej, dla Duńczyków obrona granic państwa była celem strategicznym.

## Zasady sztuki wojennej
Historycznie ukształtowane reguły przygotowania i prowadzenia zbrojnych działań wojennych, będące podstawą racjonalnej działalności dowództw i wojsk w skali taktycznej, operacyjnej i strategicznej. Stosowanie ich jest niezbędnym warunkiem uzyskania, utrzymania i wykorzystania przewagi ilościowej i jakościowej nad przeciwnikiem, by przy jak najmniejszych stratach własnych osiągnąć cel walki, operacji i kampanii w możliwie najkrótszym czasie .
- czynnik ludzki:

przywództwo
morale
inicjatywa
kreatywność
wytrzymałość
- celowość działań
- swoboda działania
- aktywność;
- skupienie wysiłku
- ekonomia sił

Racjonalne dysponowanie siłami i środkami walki odpowiednio do ważności zadań, gwarantujące osiągnięcie jej celu w możliwie najkrótszym czasie i z jak najmniejszymi stratami. Polega na angażowaniu sił i środków do wykonania zadań głównych oraz skupianiu wysiłku w decydującym miejscu i czasie. Zapewnia się ją przez szybkie i zdeterminowane działanie, koncentrowanie ognia oraz obezwładnienia elektronicznego i wysiłków rodzajów wojsk w rejonie głównego wysiłku obrony lub na kierunku głównego uderzenia. Właściwe ześrodkowanie wysiłku umożliwia efektywne wykorzystanie potencjału bojowego. Uzyskuje się ją poprzez umiejętny podział sił i środków walki, właściwe tworzenie zgrupowań obronnych lub uderzeniowych, skoordynowanie uderzeń ogniowych i elektronicznych z walką zgrupowań wojsk, przenoszeniu wysiłku w miejsce decydujące o wyniku walki oraz ciągłemu dowodzeniu i terminowemu zaopatrywaniu wojsk.
- manewrowość

Dążenie do uzyskania optymalnego położenia wojsk własnych w stosunku do przeciwnika. Umożliwia zastosowanie zasad ekonomii sił i zaskoczenia. Ma na celu stworzenie przewagi w decydującym miejscu i czasie lub uchylenie się od starcia w niekorzystnych warunkach, skupienia sił i środków na rozpoznanych najsłabszych elementach przeciwnika. Sprzyja uzyskaniu i utrzymaniu inicjatywy, zmuszaniu przeciwnika wyłącznie do reagowania na wytworzoną sytuację.
- zaskoczenie

Takie działanie wojsk, które odbiera przeciwnikowi inicjatywę oraz możliwości zorganizowanego prowadzenia walki. Celem zaskoczenia jest dezorganizowanie walki przeciwnika, pozbawienie go zdolności uderzeniowej lub możliwości stawiania oporu oraz stworzenie wojskom własnym warunków do szybkiego osiągnięcia celu walki. Warunkami uzyskania zaskoczenia są: tajność, nagłość, szybkość działania, prostota i nieszablonowość prowadzenia walki.
Zaskoczenie uzyskuje się przez:
utrzymanie w tajemnicy zamiaru walki
zastosowanie nowych sposobów walki lub nowych rodzajów uzbrojenia
nieprzewidziane użycie środków rażenia i walki elektronicznej
manewr oraz dynamiczne rozwijanie powodzenia
maskowanie, dezinformację i wprowadzenie przeciwnika w błąd
przeciwdziałanie jego rozpoznaniu
przestrzeganie tajności dowodzenia i trwałości łączności
- prostota
- zachowanie zdolności bojowej
- elastyczność

### Zasady sztuki wojennej w historii
- Napoleon precyzował 10 zasad sztuki wojennej. Były to: ześrodkowanie sił, zaskoczenie, duch i morale, jedność dowodzenia, manewr, prostota, współdziałanie, ekonomia sił, swoboda działania, szybkość działania[36].
- Clausewitz w swoim dziele „O wojnie” wymieniał 9 zasad. Były to: zmasowanie, cel, ekonomia sił, prostota, zaskoczenie, jedność dowodzenia, ubezpieczenie, natarcie, manewr[37]